# Хазяйка Мідної гори
Хазяйка Мідної гори (рос. Хозяйка Медной горы), також Малахітниця (рос. Малахитница), Кам'яна дівка (рос. Каменная девка) ― персонаж легенд уральських гірників, міфічний образ духа-господарки Уральських гір, Гумешевського рудника («Мідної гори»), вигаданий письменником П.П. Бажовим і відомий завдяки його збірці казок «Малахітова скринька». Гірський дух та дух-хранитель цінних мінералів.
У фольклорі уявлялася прекрасною дівчиною у сукні із «шовкового малахіта» або ящіркою із короною, що відображено на гербі Полевського міського округу та клеймі полевської міді. У фольклорі інколи асоціюється із дівкою Азовкою.

## Образ

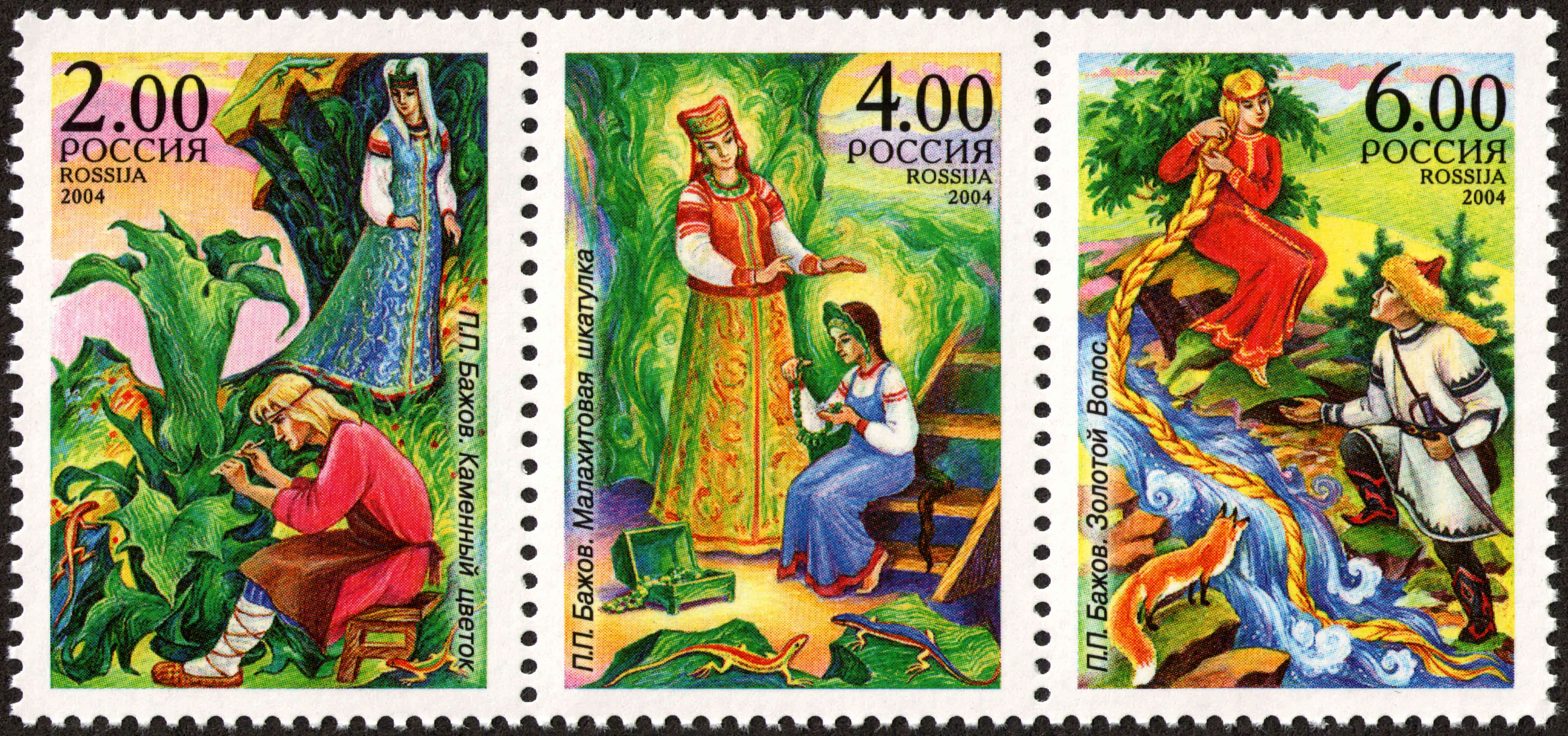
Хазяйка Мідної горы на поштових марках (дві лівіх ілюстрації). Росія, 2004 рік

Хазяйка Мідної гори постає в образі надзвичайно вродливої зеленоокої жінки з косою та стрічками із тонкої міді, що подзвонює, у сукні з «шовкового малахіта», а інколи й у вигляді ящірки в короні. У сказах Хазяйка двічі сама себе називає «кам'яною», а Степан, головний герой, каже, що її «рука, чуєш-бо, гаряча, ніби жива».
Зовнішність Хазяйки представлена антропоморфною, нульовоморфною та гібридною іпостасями. Вона являється в образах:
- незвичайної прекрасної дівчини. Бажов описував її так:Дівка невеликого зросту… Із себе ладна…Коса сизо-чорна і не як у наших дівок теліпається, а наче до спини прилипла. На кінці стрічки чи червоні, чи то зелені. Скрізь світліють і тонко так дзвонять, наче листова мідь.[6]Гельгардт зауважує, що даний образ виник через асоціацію із зламом малахіта чи відкритим виходом вуглекислої міді (колір, форма).[7]. Одяг у Хазяйки із особливого матеріалу («каміння, а на погляд як шовк, хоч рукою гладь»[6]), відливає чи то міддю, чи то алмазним пилом. «Її краса і багатство — краса дорогоцінних каменів та металів рудника», а також ознака інфернальності.[8]
- «Погань» з тілом ящірки та головою людини. Вже сама назва позначає Хазяйку як «нечисте», надприродне створіння.«Замість рук-ніг — лапи у неї зелені стали, хвіст висунувся, по хребтині до половини смуга чорна, а голова людська».[6]
- Невидимий дух, що проявляється акустично. Голос Малахітниці дуже дзвінкий.[6] Вона розмовляє людською мовою, проте її мовлення частіше нерозбірливе та навмисно глузливе.[5]«Белькоче що, а по-якому — невідомо, і з ким говорить — не видно. Тільки посміхом все. Весело, бач, їй»[6].

## Поведінка
Хазяйка Мідної гори є володаркою земних багатств та хранителькою таємниць прекрасного і секретів високої майстерності. Вважалася покровителькою рудокопів.
Вона неприязно ставиться до начальства та усіляким барським прислужникам, а допомагає лише сміливим та свободолюбивим робітникам. Вона самостійно розпоряджується земними багатствами, напр., за власним бажанням може допустити або не допустити розробку, може «увести багатство» або навпаки подарувати його за допомогою ящірок, які ій служать. Також вона має буру кішку, яка ходить під поверхнею землі та інколи виставляє назовні свої вогняні вуха.
Очевидно, Хазяйка полюбила Степана та одарувала власною красою його доньку Тетянку.

## Фольклорна основа персонажа
Казки, у яких згадувалась Хазяйка Мідної гори, були придумані П.П. Бажовим у ході створенні збірки «Дореволюційний фольклор на Уралі», коли укладач збірки В.П. Бірюков сказав, що «ніде не може знайти робітничого фольклору». Казки вийшли із приміткою, що вони засновані на усних переказах, які Бажов чув у дитинстві від гірників у 1892—1895 роках. Дитинство Бажова проходило у містечку Сисерть, де його батько працював майстром на місцевому металургічному заводі; пізніше їх родина переїхала на Полевський мідеплавильний завод, де Бажов вперше почув фольклорні перекази від старого шахтаря Василя Олексійовича Хмєлініна (дідуся Слишка), який працював сторожем на дров'яних складах та переказував дітям старі оповідки. «Мідна гора» — неофіційна назва Гумешевського мідного рудника (від стар. «гуменце» — невисокий пологий пагорб).
Образ відноситься до розряду вузьколокалізованих. Опитані у ході фольклорної експедиції 1981 року мешканці Полевської області не чули про Хазяйку, натомість знали про неї лише із казок Бажова. У той же час є ті, хто знав про Малахітницю з усних джерел. Вони відмічали її приналежність «Мідній горі», у самому Полевському — як «Хазяйку» містоутворюючого Гумешевського мідного рудника, відкритого у 1702 році. У XVIII столітті Гумешевський рудник став всесвітньо відомим через те, що став основним постачальником зеленого поділочного каменю — малахіта (карбонату міді) — та був найбільшим на той час родовищем мідних руд на Середньому Уралі, проте до середини ХХ століття було випрацюване.
Образ Хазяйки Мідної гори унікальний. Така думка висловлюється багатьма фольклористами, зокрема Лазарєвим, Гельгардтом, Блажесом.
Про походження персонажа «Хазяйка Мідної гори» існують наступні гіпотези:
- Дух місцевості;
- Оповідки про різних духів гір, рудників та скарбів;[5][14][15][16]
- Бажов під час аналізу оповідок зазначає, що Хазяйка інколи асоціюється із персонажем дівка-Азовка — духом місцевості та привидом горы Азов, розташованої у приблизно 10 км від рудника. А інколи Азовку не асоціюють із Хазяйкою Мідної гори напряму, а вважають, що вона підкоряється Хазяйці. Азовку пов'язують із скарбом, схованим у печері Азов-гори — кажуть, у ньому зберігається золото розбійників або «старих людей» (чуді або язичників-вогулів)[17] — і з родовищем золота, яке існувало колись у низинах гори.[18] Адже Хазяйку іноді пов'язували з мідними рудами. Хоча їх обох інколи називали «малахітницями»;[4][19]
- На думку Ф. В. Плесовського, образ персонажа близький до образу Матері-землі у міфології комі-пермяків та комі-зирян;[5]
- М. П. Нікуліна відмічає зв'язок Хазяйки зі світом мертвих та царством неживої матерії;[5]
- В. П. Кругляшова вбачає джерело у персонажі Рудна (Залізна, Залізиста) матка[5];
- Змінений народною свідомість образ богині Венеры. Венера була богинею острова Кипр, що мав великі поклади міді та був свого часу «мідним» центром усього Средиземноморья, тому її символ «♀» — «дзеркало Венери» — став  алхімічним символом цього металу. У 1735 році В. М. Татищев створив бренд Полевського мідеплавильного заводу з цим символом, ним до 1759 року таврувалася полівська мідь. На сучасному гербі міста Полевський зображено цей символ та золоту ящірку на зеленій «кам'яній квітці», яка уособлює Хазяйку Мідної гори.[20][21]

На гербі Полевського Хазяйка Мідної гори зображена як золота ящірка на зеленій «кам'яній квітці»
Цариця-ящірка на старому гербі міста Свердловськ (Екатеринбург) (1973)
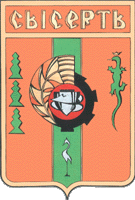
Цариця-ящірка на старому гербі миста Сисерть (1982)
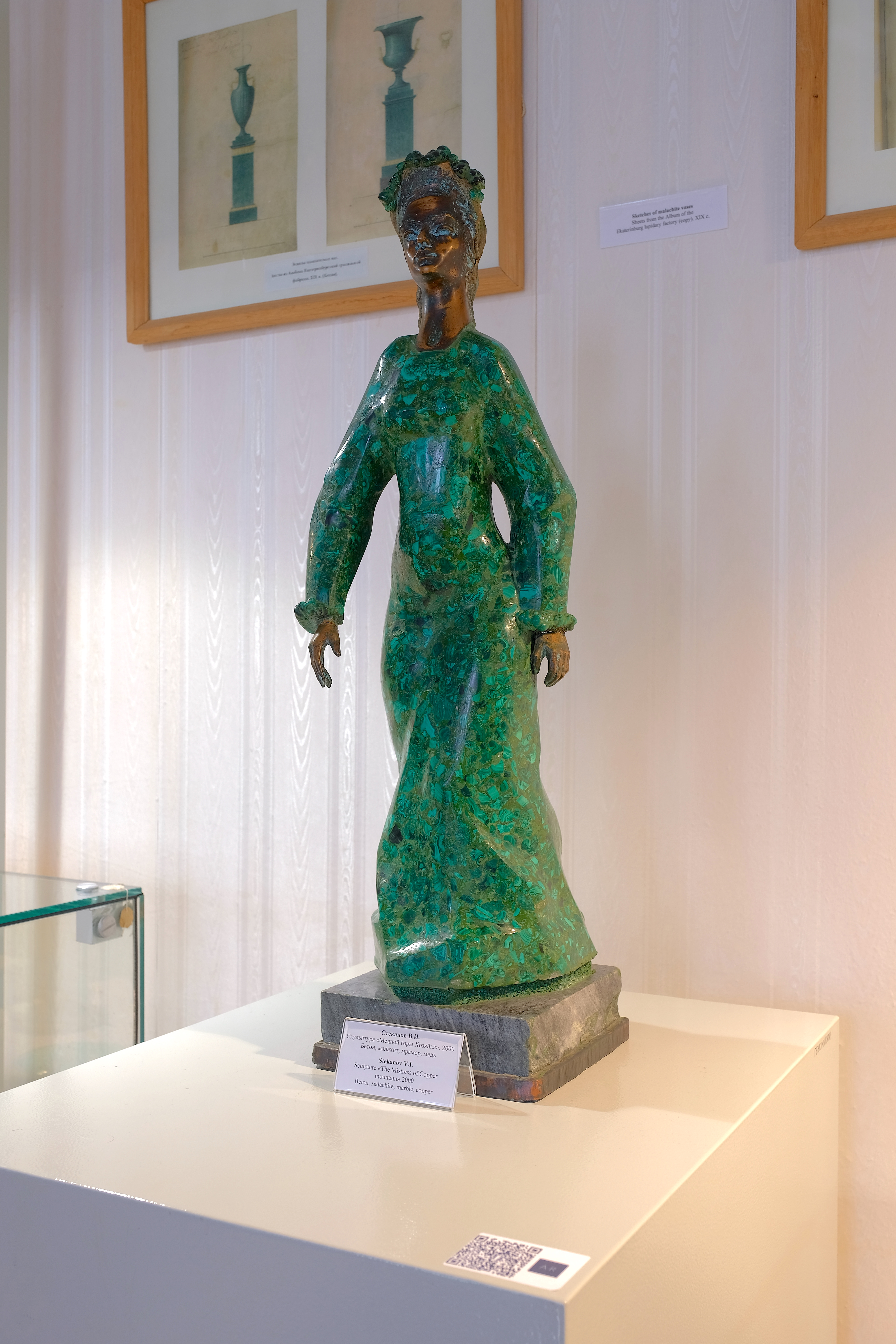
Скульптурне виконання в малахіті
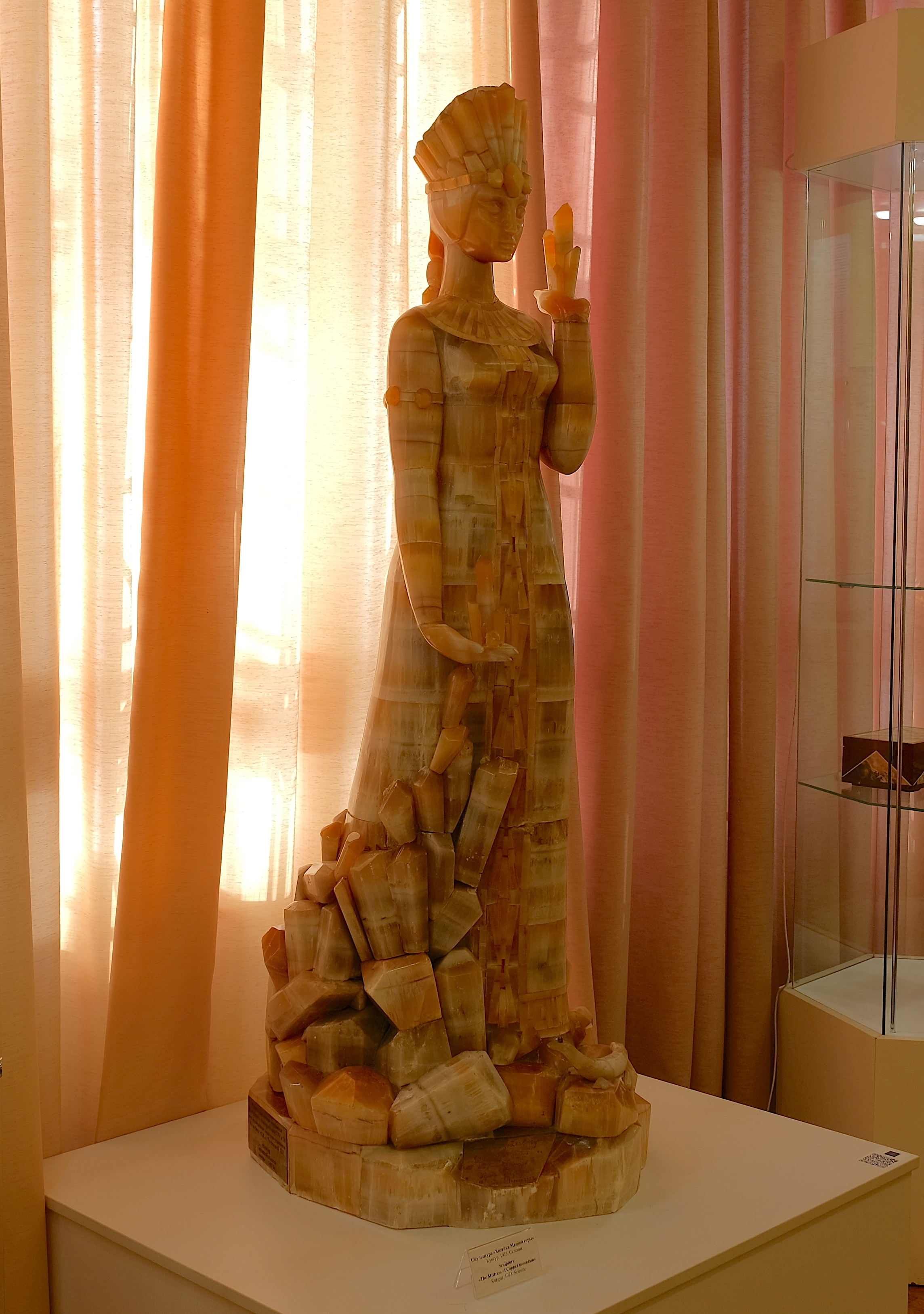
Скульптурне виконання в селеніті в експозиції Музею історії каменерізного мистецтва в Єкатеринбурзі

## Інтерпретації
У ході аналізу образу Хазяйки з точку зору психоаналізу, М.Н. Липовецький доходить висновку про поєднання у ньому ероса і танатоса із домінуванням останнього. Він також звертає увагу на епізоди, пов'язані із супротивом владі  та символічною кастрацією. «Хазяйка Мідної Гори стає зловісним двійником та антагоністом патріархальної Батьківщини-Матері».
У сказі «Кам'яна квітка» (1936) із Хазяйкою Мідної гори зустрічається майстер Данило, якому вона допомагає розкрити свій талант. Р.Р. Гельгардт вбачає у його сюжеті аналогію із новелою Е.Т.А. Гофмана «Фалунські рудники» (1819).

## Екранізації образу
- «Кам'яна квітка» (1946) — фільм; у ролі Тамара Макарова;
- «Кам'яна квітка» (1954) — балет С. С. Прокоф'єва;
- «Скази уральських гір» (1968) — документально-художній фільм про творчість П.Бажова, створений до 90-річчя письменника; у ролі Н. Климова;
- «Мідної гори хазяйка» (1975), «Малахітова скринька» (1976), «Кам'яна квітка» (1977) — лялькові мультфільми режисера О. Ніколаєвського;
- «Степанова пам'ятка» (1976) — фільм-казка за мотивами казок «Малахітова скринька», «Кам'яна квітка», «Мідної гори хазяйка» та «Гірський майстер» кіностудії Ленфільм; у ролі Л. Чекурова;
- «Гірський майстер» (1978) — за мотивами сказу «Кам'яна квітка» киностудії Союзмультфільм;
- «Таємна сила» (2002) — художній фільм за мотивами сказів П.Бажова; у ролі Тетяна Лютаєва;
- «Книга Майстрів» (2009) — фентезійний фільм, перший російський фільм Disney; у ролі Ірина Апексімова.